# Travassophora plaumanni
Travassophora plaumanni är en tvåvingeart som beskrevs av Borgmeier 1938. Travassophora plaumanni ingår i släktet Travassophora och familjen puckelflugor. Inga underarter finns listade i Catalogue of Life.